# 増田貴久・中丸雄一のますまるらじお
『増田貴久・中丸雄一のますまるらじお』（ますだ たかひさ・なかまる ゆういち-）は、MBSラジオで、2021年4月7日から開始したNEWSの増田貴久と元KAT-TUNの中丸雄一がパーソナリティを務めるラジオ番組。
日本時間の毎週木曜日1:00 - 1:30（水曜深夜）に放送されている。
元は2011年10月26日からスタートした『テゴマスのらじお』。その後、『ますますらじお』、『増田貴久・中丸雄一のますまるらじお』の順でリニューアルされた。

## 概要

### 『テゴマスのらじお』
- 2011年10月26日、NEWS派生ユニット・テゴマスの増田貴久と手越祐也、フリーアナウンサーの荒井千里（天野千里）の3人でラジオが開始された。
- 2014年4月に荒井が番組を降板し、翌月から宮島咲良（フリーアナウンサー）が登板。
- 2020年5月26日より手越祐也が不祥事によって芸能活動休止となり、それ以降NEWSの小山慶一郎、加藤シゲアキがゲストという形で出演し、放送された。
- 2020年6月19日に手越祐也がNEWSを脱退、ジャニーズ事務所を退所したことに伴いテゴマスも事実上の活動終了をしたため、6月24日に番組終了。8年8ヶ月の放送に幕を降ろした。

### 『ますますらじお』
- 2020年7月1日から2021年3月31日まで、増田貴久と宮島咲良の2人で放送された[2]。

### 『増田貴久・中丸雄一のますまるらじお』
- ジャニーズ事務所で増田と同期にあたる中丸雄一を新たにパーソナリティに加え、2021年4月7日から放送開始。アシスタントは引き続き宮島咲良[1]。
- 2021年10月からMBSラジオでは、以前の水曜23時30分 - 0時から、木曜1時 - 1時30分（水曜深夜）に移動した。
- 2024年8月7日に中丸が活動自粛を発表したことにより、同日の放送分は7月31日に収録したものを放送し[3]、8月14日からは増田と宮島との2人体制でされた[4]。
- 2025年1月29日の回で『ますまるらじお』として放送200回を迎えた[5]。

## 『テゴマスのらじお』時代のコーナー
リクエスト
リスナーの思い出の曲や聞きたい曲を流すコーナー。
おたよりのコーナー
リスナーに聞かれたことに答えたり、リスナーが聞いて欲しいことを聞くコーナー。
聞いてよテゴマス
リスナーのお悩みに答えるコーナー。
テゴマスのバトル
リスナーから募集したテーマでテゴマスの2人が対決するコーナー。
テゴマスのディベート
リスナーから募集した二択の質問に答えるコーナー。2人の答えが揃えば握手をして終了。答えが揃わなければディベート(討論)を行う。最終的には、宮島が勝敗を決める。
クイズ！テゴマスに教えて！
リスナーの周りで流行っていることや知っている雑学などのクイズに答えるコーナー。
テゴマス一言アクターズ
リスナーから募集した「ワード」と「シチュエーション」をそれぞれ1つずつ引き、その組み合わせでできた一言の演技を行うコーナー。最終的には、どちらがうまかったかを宮島が判定する。
テゴマス好き？嫌い？
リスナーの好き嫌いが微妙なものに好きか嫌いか答えるコーナー。
テゴマスこれ知ってる？
知っていて当たり前のものから少し難しいものまでリスナーに質問されたことに答えるコーナー。
テゴマスでイメージ
リスナーが送ったテーマに関するテゴマスのイメージを受けてそれに対して話していくコーナー。

## ネット局
- MBSラジオ（大阪、毎週木曜日 夜1時～1時30分（水曜深夜））
  - 2021年9月までは毎週水曜日夜11時30分～0時に放送していた。
- RNCラジオ （香川、毎週木曜日 夜11時30分～0時）
  - MBSの本放送より1時間半早く放送される。
- RKKラジオ（熊本、毎週木曜日 夜11時30分～0時）
  - 2021年9月までは水曜の同時間に放送していた。
- MROラジオ（石川、毎週金曜日 夜11時30分～0時）